# جیمز مدیسون (بازیکن فوتبال)
جیمز مدیسون (انگلیسی: James Maddison؛ زادهٔ ۲۳ نوامبر ۱۹۹۶) بازیکن فوتبال اهل انگلستان است که در پست هافبک هجومی برای باشگاه تاتنهام در لیگ برتر انگلستان و تیم ملی انگلستان بازی می‌کند.
مدیسون دوران حرفه‌ای خود را با کاونتری سیتی آغاز کرد و سپس در سال ۲٠۱۶ به نوریچ سیتی پیوست. او بخشی از فصل ۱۷-۲٠۱۶ را به صورت قرضی در باشگاه ابردین، لیگ برتر اسکاتلند، گذراند. در اولین فصل بازگشتش به نوریچ، مدیسون در تیم منتخب سال لیگ برتر و تیم منتخب فصل لیگ برتر قرار گرفت. مدیسون در سال ۲٠۱۸ به لستر سیتی پیوست و در سال ۲٠۲۱ با این باشگاه قهرمان جام حذفی و جام خیریه شد. او در سال ۲٠۲۳ با تاتنهام هاتسپر قرارداد امضا کرد.
مدیسون از سال ۲٠۱۷ تا ۲٠۱۹ در تیم زیر ۲۱ سال انگلیس بازی کرد و اولین بازی خود را برای تیم بزرگسالان در سال ۲٠۱۹ انجام داد. او در جام جهانی ۲٠۲۲ عضوی از تیم ملی انگلیس بود

## دوران باشگاهی

### لستر سیتی
مدیسون در ۲۰ ژوئن ۲۰۱۸، به باشگاه لیگ برتری لستر سیتی پیوست؛ انتقالی که رقم دقیق آن اعلام نشد اما حدود ۲۰ میلیون پوند تخمین می‌زنند. او اولین گل خود در لیگ برتر را در ۱۸ اوت و بازی مقابل ولورهمپتون واندررز به ثمر رساند که در نهایت لستر سیتی توانست ۲–۰ پیروز شود. در بازی‌های بعدی نیز روند خوب و گلزنی‌های متعدد مدیسون در لیگ ادامه یافت. در ۲۹ ژوئیه ۲۰۲۰ اعلام شد که توافق برای تمدید قرارداد برای چهار سال دیگر حاصل شده‌است.
در بازی مقابل منچستر سیتی که در ۲۷ سپتامبر ۲۰۲۰ برگزار شد، مدیسون توانست یک گل به ثمر برساند که نامزد دریافت جایزهٔ گل ماه لیگ برتر شد. در آن بازی لستر سیتی توانست ۵–۲ منچستر سیتی را شکست دهد و مدیسون نیز توانست جایزهٔ گل ماه لیگ را دریافت کند.
در ۱۱ آوریل ۲۰۲۱، مدیسون یکی از سه بازیکنی بود که به علت نقض پروتکل‌های کووید-۱۹ از فهرست بازیکنان لستر سیتی برای بازی با وستهام یونایتد خط خورد.
او در ۱۰ ژوئیه ۲۰۲۳ به تاتنهام پیوست و رقم انتقال او حدوداً ۴۰ میلیون پوند اعلام شد

## آمار حرفه‌ای

### ملی
تا تاریخ ۱۴ نوامبر ۲۰۱۹
| تیم ملی  | سال   | بازی | گل |
| -------- | ----- | ---- | -- |
| انگلستان | ۲۰۱۹  | ۱    | ۰  |
| مجموع    | مجموع | ۱    | ۰  |

## افتخارات
لستر سیتی
- جام حذفی فوتبال انگلستان: ۲۱–۲۰۲۰[۱۲]
- جام خیریه انگلستان: ۲۰۲۱[۱۳]

فردی
- بازیکن جوان برتر ماه لیگ فوتبال: ژانویه ۲۰۱۸[۱۴]
- تیم سال پی‌اف‌ای: چمپیونشیپ ۱۸–۲۰۱۷[۱۵]
- بازیکن فصل باشگاه نوریچ سیتی: ۱۸–۲۰۱۷[۱۶]
- تیم فصل لیگ فوتبال: ۱۸–۲۰۱۷[۱۷]
- گل ماه لیگ برتر فوتبال انگلستان: سپتامبر ۲۰۲۰[۱۸]